# Nonacris laminata
Nonacris laminata är en tvåvingeart som beskrevs av James 1975. Nonacris laminata ingår i släktet Nonacris och familjen vapenflugor. Inga underarter finns listade i Catalogue of Life.